# Адад-нирари I
Адад-нирари I — царь Ассирии приблизительно в 1307—1274 годах до н. э. Сын и наследник Арик-ден-или.

## Биография

### Внутренняя политика
В правление Адад-нирари I происходил дальнейший рост влияния царя, сопровождающийся падением роли городского совета. Царь превратился фактически в самодержца. Адад-нирари к своим прежним должностям, положенным ему как ашшурскому правителю, добавил ещё и должность лимму-казначея — эпонима первого года своего правления. Он же впервые присвоил себе титул «царь множеств», и таким образом явился подлинным основателем Ассирийской державы. В его распоряжении имелось сильное войско, основу которого составляли царские люди, получавшие за службу либо специальные земельные наделы, либо только паёк. В случае необходимости, к этому войску присоединялось ополчение общин.
Адад-нирари I отстроил столицу — город Ашшур.

### Внешняя политика
Адад-нирари I нанёс поражение касситскому царю Вавилонии Нази-марут-ташу, и установил южную границу своих владений по линии от Рапикума на Евфрате до Лубди на Тигре, и далее через гору Арман в области Угар-Саллу («Нива-Саллу», включавшей, видимо, территории между Малым Забом и Адемом, ниже Аррапхи и выше гряды Джебель-Хамеин), вплоть до лулумеев (в более старых текстах — луллубеи, жили в стране Замуа, в верховьях рек Адема и Малого Заба). Вероятно, к Адад-нирари же перешла и Аррапха. Кроме того, он создал серьёзную угрозу южному пути вавилонян через Загрос по долине реки Диялы. В честь этих побед была сложена поэма, воспевающая эту войну и месть Адад-нирари касситам за поражения отца и деда. Однако ему не удалось совершенно ослабить Касситское царство, и, видимо, завоевания его на этом фронте были непрочными.
Значительных успехов добился Адад-нирари I и на востоке. Он нанёс поражение кутиям и лулумеям, а также покорил страны Турукку (или Турукки) и Нигимхи. На западе Адад-нирари завоевал земледельческую страну Исану (расположена к западу от Ниневии) и, развивая свой успех, совершил два похода против Митанни. Во время первого похода он прошёл всю территорию этого государства и захватил в плен митаннийского царя Шаттуару I, но Адад-нирари оставил его на престоле в качестве вассального царя и наложил на его дань. Как видно из письма следующего царя Митанни Васашатты царю хеттов Хаттусили III, Адад-нирари завоевал Митанни в союзе с «шубарейским царём», каковым, возможно, являлся царь Алзи.
Однако после смерти Шаттуары I его преемник Васашатта предпринял попытку освободится от ассирийского ига. Он послал богатые дары хеттскому царю Хаттусили III, прося оказать ему помощь против ассирийцев. Однако Хаттусили дары взял, а реальной помощи Васашатте не оказал, видимо, из-за отсутствия сил.
Адад-нирари I предпринял второй поход против Митанни, захватил большой царственный город Тайду на южной границе Митанни и сжёг его. После чего разгрому подверглись митаннийские города Амасаку, Кахат (около Телль-Багри на р. Джакджак), Шури (к западу от Мидьята), Набулу (современный Нибле в 25 км к северо-востоку от Нусайбина), Хурру (область Хурри хеттских текстов), Шадуху и Ушшукани (митаннийская столица Вашшуканни), откуда он вывез «сокровища, накопленные его предками» в Ашшур. Адад-нирари говорит о подчинении ему всей территории Митанни от города Тайды на юге до города Элухата (отождествляется с Халцилуха и локализуется около Гюзель-Шехр южнее Диярбекира) на севере, а также всех гор Кашийари (современный Тур-Абдин на севере Месопотамии) вплоть до округа Суда, округа Харран, округа Ирриде, вплоть до Гаргамиша (Каркемиша) на Евфрате. Из города Ирриде Адад-нирари увёл жену Васашатты, его сыновей и дочерей, а также его подданных. Сам город Ирриде и также и поселения в его окрестностях были сожжены и уничтожены. На престол Митанни был посажен новый царь Шаттуара II, а остаток его людей обложен данью.
Адад-нирари I захватил страну Кадмухе (довольно развитая скотоводческая область в верховьях Тигра) и разгромил всех её союзников — полчища ахламеев (арамеев), сутиев и яуриев. Однако, видимо, Кадмухе была покорена не полностью и вскоре отпала, так как следующий царь ассирийцев Салманасар I был вынужден покорять её снова.
Согласно «Ассирийскому царскому списку», Адад-нирари I правил 32 года.